# Красновидово (Можайский район)
Красновидово — деревня в Можайском городском округе Московской области России, до 2018 года входила в состав сельского поселения Горетовское. Располагается на берегу Можайского водохранилища.

## Основные сведения
Деревня располагается непосредственно на северном (левом) берегу Можайского водохранилища. Длина береговой линии около 1 км (является западной границей деревни). На северо-западе граничит с деревней Аксаново. На северо-востоке границей деревни является шоссе местного значения. На юге границ с населёнными пунктами или иными стратегическими объектами не имеет.
Ранее, до упразднения системы сельских округов (в 2005 году), деревня входила в Глазовский сельский округ.
Деревня имеет богатую историю, связанную с такими именами как П. И. Чайковский, К. Ф. фон Мекк, С. Д. Шереметев, Г. К. Жуков, советский писатель Владимир Сергеевич Бушин и др.

## История

### XIX век
В конце XIX века Красновидово принадлежало крупному российскому предпринимателю, владельцу многих железных дорог в России Владимиру Карловичу Фон Мекк (сыну одного из основоположников российского железнодорожного транспорта Карла Фёдоровича Фон Мекк. Здесь в 1878 году он построил Красный двор (усадьбу), в 1889 году соорудил церковь Александра Невского (разобранную в связи со строительством Можайского водохранилища в 1960 году). Сейчас при сильных спусках Можайского водохранилища можно увидеть её фундамент и некоторые элементы отделки. 

Церковь Александра Невского, фото 1960-х гг.

Затем в конце XIX века в усадьбе, а вскоре и уже в специально для этого построенном посёлке, находился Инвалидный Дом для железнодорожных служащих, имени императора Александра II. Здесь была артель по плетению корзин, кузнечно-слесарные мастерские и всяческие кружки. В парке стояли дома для инвалидов, их дети учились в двухклассном училище Министерства народного просвещения. В Красновидово была открыта низшая сельскохозяйственная школа домоводства.
В посёлке сохранились ещё деревянные и каменные строения того времени, старинная водонапорная башня.
Из переписки матери владельца усадьбы в Красновидово, Надежды Филаретовны Фон Мекк с российским симфонистом П. И. Чайковским (от 20 мая 1882 г.) :

Милый, бесценный друг мой! Пишу Вам от моего Володи. Здесь так хорошо, местоположение прелестное, зелень такая свежая, сирени цветут и издают аромат восхитительный, соловьи поют у самого балкона, словом, рай земной. Я отдыхаю от душных и гадких комнат московской квартиры, и только забота о покупке имения и неудачи в поисках портят мне мои наслаждения…
Хозяйство, усадьба, парк и прочее содержатся у Володи в удивительном порядке и чистоте. У него в имении один только недостаток, это то, что дом не каменный, а маленькая деревянная дача, но и то он теперь отстраивает каменный дом в другом имении, лежащем от Красновидово через реку. Вообще всё другое, как оранжереи, цветники, скотоводство, птицеводство, конный завод, леса, — всё в отличном порядке, вполне в моем вкусе…
До свидания, дорогой мой, несравненный. Всею душою безгранично Вас любящая Н. ф.- Мекк.

Воспоминания графа С. Д. Шереметева о поездках в Красновидово писателя и актёра И. Ф. Горбунова:

В течение многих годов проводил он каждое лето в Можайском селе Красновидово, у беспредельно хлебосольного Владимира Карловича фон Мекк. Свидетели тамошних гомерических пиров ещё налицо; там было разливанное море шампанского и всяких напитков, там гремела музыка и соперничали цыгане. Широкое гостеприимство Владимира Карловича не знало удержу в треске и громе всевозможных хоров и оркестров.

В 1883 г. у Фон Мекка гостил русский драматург А. Н. Островский.

### XX век
В послереволюционные годы (1937—1941 гг.) в усадьбе находился детский дом № 2 для детей Республиканской Испании.
Из воспоминаний современника:

В детском доме в Красновидово (Московская обл.) произошел такой инцидент. Испанский подросток, в плохом расположении духа вошел в столовую и крикнул женщине-подавальщице: «Наливай чай, собака!». Женщина его, конечно, обругала и пожаловалась директору. Его вызвали на партсобрание — совместно советских и испанских педагогов, членов компартий. Испанцы начали его клеймить именно с классовых позиций: ты грубо обругал трудящуюся женщину, в тебе проснулись худшие инстинкты барчука, сеньорито и т. д. Он стоял, насупившись. Директорша ему говорит: «Вы здесь живете без родителей, родителей вам заменяем мы — учителя, воспитатели, эта подавальщица. И мы требуем от вас сыновней почтительности». Выслушав эти слова, парень зарыдал…

В 1941 году в деревне расположился штаб Западного фронта, где работал Г. К. Жуков, о чём напоминает сегодня мемориальная доска. 

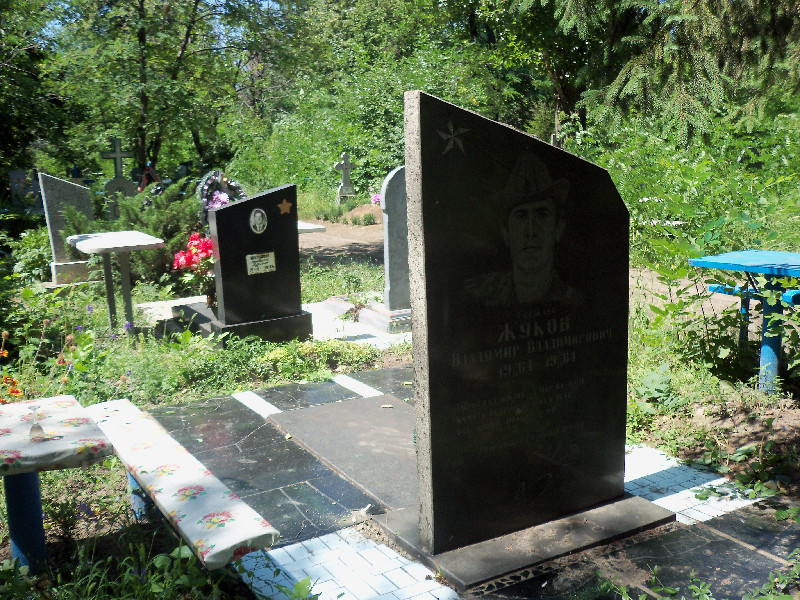
Мемориальная доска с изображением Г. К. Жукова

Через несколько месяцев после начала войны, 10 октября, в штабе состоялась встреча полководцев Г. К. Жукова и К. К. Рокоссовского. В этот день здесь работала комиссия Государственного Комитета Обороны в составе зам. председателя В. М. Молотова, члена Ставки Верховного Главнокомандования К. Е. Ворошилова и представителя Генштаба А. М. Василевского. По некоторым данным в ходе заседания в штаб позвонил И. В. Сталин и объявил о решении Ставки об объединении Западного и Резервного фронтов в один, Западный, и назначении командующим Г. К. Жукова.
В память об этом событии в октябре 2020 года в Красновидове открыта художественная композиция «Заседание штаба Западного фронта» (авторам скульптор Александр Рукавишников, архитектор Михаил Заикин).
Из воспоминаний министра связи СССР, генерал-полковника Н. Псурцева:

Мною, с разрешения С. К. Тимошенко, были приняты меры для подготовки резервного командного пункта в районе Красновидово, севернее Можайска… Наконец, 6 октября бой с наступающими немцами шел уже в Гжатске, и командующий принял решение о переходе КП фронта в Красновидово, на подготовленный узел связи. Я добрался до Красновидово через Старую Рузу вечером. Первое, что меня поразило на узле связи в Красновидово, — это молчание большинства аппаратов. Оказалось, что строители-связисты не успели закончить шлейф от Можайска до Красновидово. Потребовались сутки, чтобы шлейф был готов. Но, несмотря на это, связь с окруженными армиями, которые героически дрались в тылу немцев, отсутствовала. По-прежнему управление этими армиями осуществлялось при помощи офицеров связи на самолётах… В такой обстановке, в обстановке непрерывных боев наших армий с немцами, штаб в Красновидово проработал до 12 октября, когда командующий принял решение о переводе КП фронта в лагерь около Голицыно.

В конце войны деревня находилась в крайнем упадке. Советский астрофизик Иосиф Шкловский о Красновидово:

… Вернувшись в Москву и защитив весной 1944 года кандидатскую диссертацию, я в августе того же года был послан мехматом в Красновидово (это за Можайском), где находилось пригородное хозяйство МГУ, призванное, по идее, обогатить скудный рацион университетских столовок всякого рода овощами. В качестве рабочей силы туда посылали студентов. Меня же, свежеиспечённого кандидата наук, отправили в Красновидово как «старшего товарища», в обязанность которому вменялось обеспечить должный уровень трудовой дисциплины. Я застал красновидовское хозяйство в чудовищно безобразном, запущенном состоянии. Все нивы и угодья заросли непроходимыми сорняками, поэтому ничего путного там произрасти не могло. Рабочая сила — в основном девчонки-студентки… Первой проблемой, с которой мы столкнулись в Красновидово, был голод — самый настоящий, когда ни о чём другом, кроме еды, не можешь даже думать…Можно ли, например, забыть, как, будучи по какому-то делу в Москве и узнав, что союзники взяли Париж, я тут же поехал в Можайск и 18 километров почти бежал до Красновидово, чтобы сообщить ребятам радостную новость. Ведь ни радио, ни свежих газет там не было. Я и сейчас изредка встречаю сильно постаревших мальчиков того незабываемого лета — последнего лета страшной войны.

Дом отдыха МГУ, современный облик

После войны территория деревни была отдана Московскому государственному университету для освоения. В 1947 году здесь была открыта Гидрофизическая лаборатория географического факультета МГУ. Позднее, на территории лаборатории был открыт комфортабельный дом отдыха. Неподалёку также был построен пионерский лагерь МГУ.
После перестройки из-за недостаточного финансирования дом отдыха был закрыт и постепенно пришёл в упадок. Однако после реконструкции в конце 2000-х годов дом отдыха вновь был открыт для отдыхающих.

## Население
| 1852 | 1859 | 1899 | 1926 | 2002 | 2006 | 2010 |
| ---- | ---- | ---- | ---- | ---- | ---- | ---- |
| 22   | ↗23  | ↗597 | ↘374 | ↘205 | ↗220 | ↘189 |

## Красновидово сегодня
В летний период население деревни резко увеличивается за счёт горожан (по большей части москвичей и жителей Можайска), имеющих в деревне и её окрестностях дачные участки. Деревня является «культурным» центром жителей окрестных деревень и дачных посёлков из-за своего географического положения. Пляжи Красновидово — излюбленное место времяпрепровождения жителей крупного садоводческого товарищества «Каскад» и смежных с ним дачных посёлков. 

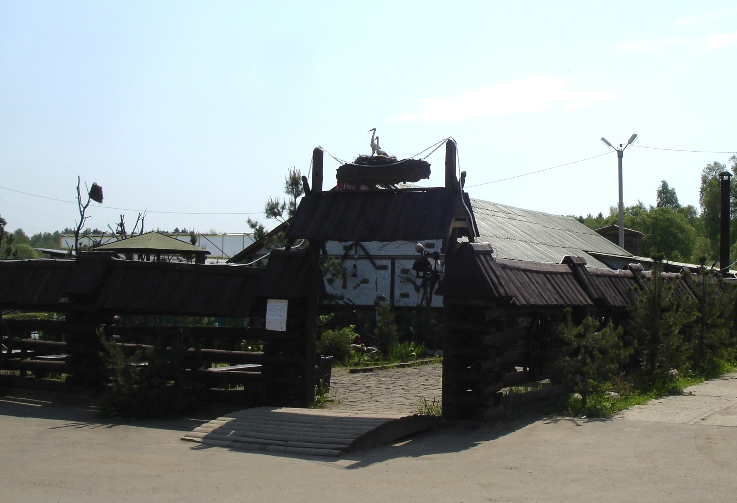
Ресторан «Белый Аист» с зоопарком и прудами

В связи с этим в последние годы в деревне активно развивается частный бизнес: работают три продуктовых магазина, один магазин строительных материалов, ресторан «Белый Аист» с зоопарком и зарыбленными искусственными прудами. Вблизи деревни установлены вышки сотовой связи, обеспечивающее стабильное покрытие основных московских сотовых операторов.